# Kwemo Ermani
Kwemo Ermani (ros. Niżnij Jerman) – wieś w Osetii Południowej, w regionie Dżawa. W 2015 roku liczyła 21 mieszkańców.